# Махмудов, Хуршед Асламович
Махмудов Хуршед Асламович (тадж. Хуршед Маҳмудов; род. 8 августа 1982, Душанбе) — таджикский футболист, мастер спорта международного класса (2009). Четырежды лучший футболист года в Таджикистане. Выступал на позиции атакующего полузащитника. Играл за команды «Варзоб» (Душанбе), «Регар-ТадАЗ» (Турсунзаде), «Истиклол» (Душанбе), «Баркчи» и за Сборную Таджикистана. Самый титулованный футболист в истории чемпионата Таджикистана. В ноябре 2017 года завершил карьеру игрока.

## Клубная карьера
Футболом начал заниматься с 12 лет в секции РШВСМ города Душанбе под наставничеством Даврона Сангова. В 1997 году Хуршеда заметил Дамир Камалетдинов и пригласил в команду «СКА-Памир», которая участвовала в первом дивизионе первенство страны.

### «Варзоб»
В 1998 году попал в заявку на тот момент действующего чемпиона страны — клуба «Варзоб» из Душанбе. По инициативе Ахмада Хаитбаевича Бабаханова был заигран в матчах кубка страны, став в 16 лет вместе с командой победителем турнира.

### «Регар-ТадАЗ»
В 2002 году Хуршед заключил контракт с «Регар-ТадАЗом» из Турсунзаде. За металлургов Махмудов провёл 12 сезонов. Стал чемпионом страны шесть раз и пять раз обладателем кубка страны. Трижды в составе Сборной Таджикистана добивался побед в Кубке президента АФК и первом розыгрыше Кубка вызова АФК. Четырежды признавался лучшим футболистом года в стране и дважды лучшим футболистом Кубка президента АФК и дважды лучшим футболистом финальных игр Кубка президента АФК.

### «Истиклол»
В 2014 году Хуршед подписал двухлетний контракт с душанбинским «Истиклолом». Вместе с командой стал обладателем Суперкубка страны, Кубка ФФТ а также в 2015 году — финалистом Кубка АФК.
Чемпион Таджикистана по футзалу 2017 года в составе «Диси-Инвест».

## Семья
Отец — Махмудов Аслам Муродович, энергетик. Мать — Махмудова Барно. Супруга — Наргис. Дети — Шерзод, Бехзод, Имран.

## Достижения

### Командные
Варзоб (Душанбе)
- Чемпион Таджикистана (2): 1999, 2000
- Обладатель Кубка Таджикистана (2): 1998, 1999
- Финалист Кубка Таджикистана: 2001
- Итого: 4 трофея

 Регар-ТадАЗ (Турсунзаде)
- Чемпион Таджикистана (6): 2002, 2003, 2004, 2006, 2007, 2008
- Обладатель Кубка Таджикистана (4): 2005, 2006, 2011, 2012
- Обладатель Кубка Федерации футбола: 2012
- Серебряный призёр чемпионата Таджикистана (5): 2005, 2009, 2010, 2011, 2012
- Финалист Суперкубка Таджикистана (2): 2011, 2012
- Финалист Кубка Федерации футбола: 2017
- Обладатель Кубка Президента АФК (3): 2005, 2008, 2009
- Итого: 14 трофеев

 Истиклол (Душанбе)
- Чемпион Таджикистана (2): 2014, 2015
- Обладатель Кубка Таджикистана (2): 2014, 2015
- Обладатель Суперкубка Таджикистана (2): 2014, 2015
- Обладатель Кубка Федерации футбола (2): 2014, 2015
- Финалист Кубка АФК: 2015
- Итого: 8 трофея

 Диси-Инвест (футзал)
- Чемпион Таджикистана: 2017
- Итого: 1 трофей

 Сборная Таджикистана
- Обладатель Кубка вызова АФК: 2006
- Бронзовый призёр Кубка вызова АФК: 2010
- Итого: 1 трофей

### Личные
- Лучший футболист чемпионата Таджикистана (4): 2005, 2006, 2008, 2011
- Лучший футболист Кубка президента АФК (1): 2008
- Лучший игрок финального матча Кубка президента АФК (1): 2008
- Член символической сборной Таджикистана по версии издания «Азия Плюс»